# Putešestvie v Arzrum
Putešestvie v Arzrum (Путешествие в Арзрум) è un film del 1936 diretto da Moisej Zelikovič Levin e Boris Medvedev.